# Bolitoglossa rufescens
Bolitoglossa rufescens là một loài kỳ giông trong họ Plethodontidae.
Nó được tìm thấy ở Belize, Guatemala, Honduras, và México.
Các môi trường sống tự nhiên của chúng là các khu rừng ẩm ướt đất thấp nhiệt đới hoặc cận nhiệt đới, các khu rừng vùng núi ẩm nhiệt đới hoặc cận nhiệt đới, và các đồn điền.
Nó bị đe dọa do mất môi trường sống.